# Amy Tan
Amy Tan (chino: 譚恩美; pinyin: Tán Ēnměi), nacida el 19 de febrero de 1952, es una escritora de Estados Unidos que explora las relaciones entre madres e hijas y lo que significa ser parte de la primera generación de asiáticos americanos. En 1993, la adaptación cinematográfica de su trabajo más popular, El club de la buena estrella, llegó a ser un éxito comercial. 

## Biografía
Amy Tan nació en Oakland, California el 19 de febrero de 1952. Sus padres eran inmigrantes chinos que se trasladaron a América en busca de un futuro mejor. Su padre, John Tan, era ingeniero eléctrico, huyó de China escapando de la agitación de la guerra civil. La tragedia llegó a la familia Tan cuando su padre y su hermano mayor murieron de tumores cerebrales, en un periodo de 6 meses. La señora Tan se mudó con los niños a Suiza, donde Amy acabó la secundaria, pero por este tiempo la madre y la hija estaban en conflicto constante. La madre y la hija no se hablaron durante seis meses. Su madre esperaba que se convirtiera en una neurocirujana de negocios o en una pianista por hobby, pero se convirtió en una reportera y editora. Comenzó escribiendo discursos para los vendedores y los ejecutivos de grandes corporaciones. Después de algunos años en el negocio había ahorrado bastante dinero para comprar una casa para su madre. En 1974, se casó con su novio Louis DeMattei, abogado de profesión.
Tan comenzó a trabajar con el género de la ficción, su primera historia, “Endgame” ganó un premio y una agente literario, Sandra Dijkstra, quedó bastante impresionada y la animó para que terminara un volumen de historias.
Mientras que ella emprendía esta nueva carrera, la madre de Tan cayó enferma. Amy Tan se prometió que si su madre se recuperaba, ella la llevaría a China. La señora Tan recuperó su salud y madre e hija salieron para China en 1987. El viaje fue una revelación para Tan. Le dio una nueva perspectiva en su relación con su madre. El viaje resultó una fuente de inspiración para terminar el libro de historias que ella había prometido a su agente. Estas historias fueron el principio de su primer libro “El club de la buena estrella” publicado en 1989, pronto se convirtió en un best-seller, que se ha traducido a 17 idiomas incluido el chino. 
También escribió La Esposa del Dios del Fuego. En 1995 escribe Los Cien Sentidos Secretos. Su última novela publicada ha sido La Hija del Curandero, aunque su trabajo más reciente es Saving Fish For Drowning que en español salió bajo el título de "Un lugar llamado Nada", donde relata las experiencias vividas por un grupo de gente cuando se pierde en una expedición a la jungla de Burma. Además, Tan ha escrito dos libros para niños: La Dama de la Luna (1992) y The Chinese Siamese Cat (1994), y también ha aparecido en spots de televisión de la PBS alentando a los niños a la escritura.
A la edad de los cuarenta años, Tan formó parte de la banda de rock garage-literaria Rock Bottom Remainders, junto a Dave Barry y Stephen King, quien le dedicó su libro Mientras escribo. Junto a King, Tan apareció en un capítulo de Los Simpson llamado Insane Clown Poppy.
A pesar de que sus trabajos han sido ampliamente elogiados por la crítica, algunos de ellos, como The Joy Luck Club, han sido criticados por el autor asiático-americano Frank Chin por perpetuar los estereotipos racistas. 

Amy Tan está casada con el abogado Louis DeMattei desde la década de los 1970 y divide sus estancias entre San Francisco y Nueva York. La pareja decidió no tener hijos.

### Novelas
- El club de la buena estrella (The Joy Luck Club) (1989)
- La esposa del dios del fuego (The Kitchen God's Wife) (1991)
- Los cien sentidos secretos (The Hundred Secret Senses) (1995)
- La hija del curandero (The Bonesetter's Daughter) (2001)
- En contra del destino (The Opposite of Fate) (2003)
- Un lugar llamado nada (Saving Fish from Drowning) (2005)
- El valle del asombro (The Valley of Amazement) (2013)
- Recuerdo de un sueño (Where the Past Begins) - Autobiográfico.(2018)

```
                              two kinds
```

### Cuentos infantiles
- The Moon Lady (1992)
- Sagwa, The Chinese Siamese Cat (1994)